# Clemar Bucci
Clemar Bucci (* 4. September 1920 in Zenón Pereyra; † 12. Januar 2011 in Buenos Aires) war ein argentinischer Automobilrennfahrer.

## Karriere
Seine ersten Erfolge im Motorsport erzielte Clemar Bucci in seinem Heimatland Argentinien. 1950 wurde er mit einem 4,5-Liter-Alfa-Romeo Dritter beim Evita-Peron-Cup in Buenos Aires. Mit dem Alfa Romeo ging er in den frühen 1950er-Jahren regelmäßig bei nationalen Rennen an den Start. 1953 erhielt Clemar Bucci von Autoar den Auftrag, den von Ing. Giovanni Rossi fahrbereit gemachten Cisitalia Tipo 360 auf der Flughafenstraße von Buenos Aires einer Rekordfahrt über den fliegenden Kilometer zu unterziehen. Wegen durchgebrannter Kolben erzielte der Wagen am 18. Juni 1953 als mittlere Geschwindigkeit lediglich 233,010 km/h, was für den südamerikanischen Geschwindigkeitsrekord reichte. 1954 versuchte er sich mit seinem alten Alfa Romeo für den Großen Preis von Argentinien zu qualifizieren. Bucci wurde schon vor dem ersten Training disqualifiziert, weil er sich weigerte, einen Helm zu tragen.
1954 kam er nach Europa und wurde Mitglied der Werksmannschaft von Gordini. Seinen ersten Weltmeisterschaftslauf der Automobil-Weltmeisterschaft fuhr Bucci in Silverstone. Beim Großen Preis von Großbritannien startete er mit einem Gordini Type 16. Das Rennen endete nach einem Unfall vorzeitig. Bei allen vier Werkseinsätzen 1954 sah Bucci nicht einmal die Zielflagge. Auch sein letztes Rennen in der Formel 1, das er 1955 mit einem Werks-Maserati 250F in Buenos Aires fuhr, endete nach einem Defekt an der Benzinleitung mit einem Ausfall.
Im selben Jahre fuhr er einen 2,5-Liter-Ferrari beim Rennen der Formula Libre, das ebenfalls in Buenos Aires ausgetragen wurde. 400.000 Zuschauer, mehr als doppelt so viel wie beim Grand-Prix-Rennen, verfolgten das Ereignis. Bucci wurde Neunter. Mit Umberto Maglioli teilte er sich 1955 auch das Cockpit eines Werks-Ferrari beim 1000-km-Rennen von Buenos Aires. Die beiden kamen am Ende des Rennens nicht in die Wertung, nachdem sie durch einige Boxenstopps zu wenig Kilometer gefahren waren.

## Statistik

### Statistik in der Automobil-Weltmeisterschaft

#### Gesamtübersicht
| Saison | Team                      | Chassis       | Motor           | Rennen | Siege | Zweiter | Dritter | Poles | schn. Rennrunden | Punkte | WM-Pos. |
| ------ | ------------------------- | ------------- | --------------- | ------ | ----- | ------- | ------- | ----- | ---------------- | ------ | ------- |
| 1954   | Equipe Gordini            | Gordini T16   | Gordini 2.5 L6  | 4      | −     | −       | −       | −     | −                | −      | NC      |
| 1955   | Officine Alfieri Maserati | Maserati 250F | Maserati 2.5 L6 | 1      | −     | −       | −       | −     | −                | −      | NC      |
| Gesamt | Gesamt                    | Gesamt        | Gesamt          | 5      | −     | −       | −       | −     | −                | −      |         |

#### Einzelergebnisse
| Saison | 1 | 2 | 3 | 4   | 5   | 6   | 7   | 8 | 9 |
| ------ | - | - | - | --- | --- | --- | --- | - | - |
| 1954   |   |   |   |     |     |     |     |   |   |
|        |   |   |   | DNF | DNF | DNF | DNF |   |   |
| 1955   |   |   |   |     |     |     |     |   |   |
| DNF    |   |   |   |     |     |     |     |   |   |

| Legende  | Legende            | Legende                                                          |
| Farbe    | Abkürzung          | Bedeutung                                                        |
| -------- | ------------------ | ---------------------------------------------------------------- |
| Gold     | –                  | Sieg                                                             |
| Silber   | –                  | 2. Platz                                                         |
| Bronze   | –                  | 3. Platz                                                         |
| Grün     | –                  | Platzierung in den Punkten                                       |
| Blau     | –                  | Klassifiziert außerhalb der Punkteränge                          |
| Violett  | DNF                | Rennen nicht beendet (did not finish)                            |
| Violett  | NC                 | nicht klassifiziert (not classified)                             |
| Rot      | DNQ                | nicht qualifiziert (did not qualify)                             |
| Rot      | DNPQ               | in Vorqualifikation gescheitert (did not pre-qualify)            |
| Schwarz  | DSQ                | disqualifiziert (disqualified)                                   |
| Weiß     | DNS                | nicht am Start (did not start)                                   |
| Weiß     | WD                 | zurückgezogen (withdrawn)                                        |
| Hellblau | PO                 | nur am Training teilgenommen (practiced only)                    |
| Hellblau | TD                 | Freitags-Testfahrer (test driver)                                |
| ohne     | DNP                | nicht am Training teilgenommen (did not practice)                |
| ohne     | INJ                | verletzt oder krank (injured)                                    |
| ohne     | EX                 | ausgeschlossen (excluded)                                        |
| ohne     | DNA                | nicht erschienen (did not arrive)                                |
| ohne     | C                  | Rennen abgesagt (cancelled)                                      |
| ohne     | keine WM-Teilnahme |                                                                  |
| sonstige | P/fett             | Pole-Position                                                    |
| sonstige | 1/2/3/4/5/6/7/8    | Punktplatzierung im Sprint-/Qualifikationsrennen                 |
| sonstige | SR/kursiv          | Schnellste Rennrunde                                             |
| sonstige | *                  | nicht im Ziel, aufgrund der zurückgelegten Distanz aber gewertet |
| sonstige | ()                 | Streichresultate                                                 |
| sonstige | unterstrichen      | Führender in der Gesamtwertung                                   |

### Einzelergebnisse in der Sportwagen-Weltmeisterschaft
| Saison | Team             | Rennwagen         | 1   | 2   | 3   | 4   | 5   | 6   |
| ------ | ---------------- | ----------------- | --- | --- | --- | --- | --- | --- |
| 1955   | Scuderia Ferrari | Ferrari 750 Monza | BUA | SEB | MIM | LEM | RTT | TAR |
| 1955   | Scuderia Ferrari | Ferrari 750 Monza | DNF |     |     |     |     |     |